# 成田為三
成田 為三（なりた ためぞう、1893年（明治26年）12月15日 - 1945年（昭和20年）10月29日）は、秋田県出身の日本の作曲家 、教育者。東京高等音楽学院（現在の国立音楽大学）教授。

## 生涯
秋田県北秋田郡米内沢町（現在の北秋田市米内沢）にて、役場職員の息子として生まれる。1909年（明治42年）、鷹巣准(準の古字)教員準備場を卒業、秋田県師範学校に入学。1913年（大正2年）に同校を卒業後、鹿角郡毛馬内町（現、鹿角市十和田）の毛馬内小学校で教鞭を一年間執る。1914年（大正3年）、上野にある東京音楽学校（現在の東京藝術大学）に入学。在学中、ドイツから帰国したばかりだった在野の山田耕筰に教えを受けた。1916年（大正5年）頃、「はまべ（浜辺の歌）」を作曲している。
1917年（大正6年）に同校を卒業。卒業後は九州の佐賀県師範学校の義務教生をつとめたが、作曲活動を続けるため東京市の赤坂小学校の訓導となる。同時期に『赤い鳥』の主宰者鈴木三重吉と交流するようになり、同誌に多くの作品を発表する。
1922年（大正11年）にドイツのベルリンに留学。留学中は当時ドイツ作曲界の元老と言われるロベルト・カーンに和声学、対位法、作曲法を、カール・ハインリヒ・バルトにピアノを師事したほか、指揮法も習得した。1926年（大正15年）に帰国後、身に付けた対位法の技術をもとにした理論書などを著すとともに、当時の日本にはなかった初等音楽教育での輪唱の普及を提唱し、輪唱曲集なども発行した。
1928年（昭和3年）に川村女学院（現在の川村学園）講師、東洋音楽学校（現在の東京音楽大学）の講師も兼ねた。1942年（昭和17年）に東京高等音楽学院（現在の国立音楽大学）の教授となる。1945年（昭和20年）4月13日に空襲で滝野川の自宅が罹災、米内沢の実兄宅に疎開する。
実家で半年の疎開生活を送った後、1945年（昭和20年）10月27日に玉川学園の教員として迎えられたため再び上京するが、29日、脳溢血により死去した。51歳没。葬儀は玉川学園の講堂で行われ、東京高等音楽学院と玉川学園の生徒によって「浜辺の歌」が捧げられた。遺骨は故郷の竜淵寺に納骨された。故郷の米内沢には顕彰碑が建てられ、「浜辺の歌音楽館」で為三の業績を紹介している。生家は阿仁川べりにあったが、1959年（昭和34年）に護岸工事で無くなっている。

## 主な作品
「浜辺の歌」や「かなりや」などをはじめとする歌曲・童謡の作曲家、という印象が強いが、多くの管弦楽曲やピアノ曲などを作曲している。しかし、ほとんどが空襲で失われたこともあり、音楽理論に長けた本格的な作曲家であったことはあまり知られていない。愛弟子だった岡本敏明をはじめ研究者の調査では、作品数はこれまでに300曲以上が確認されており、日本の音楽界で果たした役割の大きさが再認識されつつある。

### 管弦楽
- 二つのローマンス
- 交響曲「東亜の光」

### 室内楽
- ヴァイオリンとピアノのためのカノン ト長調（1925年出版）[4]

### ピアノ
CD「成田為三ピアノ曲全集」が2007年に白石光隆の演奏によりたまゆらからリリースされた。
- メヌエット
- ロンド ロ短調（1925年出版）[5]
- フーゲ ハ長調（1926年出版）[6]
- 四季
  - 秋 - 月を仰ぎ ハ短調（1934年出版）[7]
- フーゲ ト長調（1936年出版）[8]
- ピアノソナタ ト短調 第1楽章（1937年出版）[9]
- 「浜辺の歌」変奏曲
- ロンド ト短調（1943年出版）[10]
- 「君が代」変奏曲（1943年出版）[11]
- 「さくら」変奏曲（1965年出版）[12]

### 独唱
- 浜辺の歌（本人編曲による女声合唱版がある）
- 望郷の歌
- 清怨
- 赤い鳥小鳥
- 犬のお芝居
- かなりや
- りすりすこりす
- はっぱ
- みのり（国民歌謡）
- 昼と夜と（三木露風 詞）[13]

### 混声合唱
- とこしへに
- 松島や
- 敷島の（本居宣長 詞）[14]
- 月
- 母よ、さらば
- 梅花
- 秋田おばこ
- 庄内おばこ
- 佐渡おけさ

### 女声合唱
- うらうらと
- 見渡せば
- すみれ
- ほろほろと

### 男声合唱
- 不盡山を望みて

### 団体歌
- 秋田県民歌
- 能代市立渟城第一小学校校歌
- 太田町（現・大仙市）立太田南小学校校歌
- 秋田市立秋田商業高等学校校歌
- 秋田県立能代北高等学校校歌
- 聖霊女子短期大学付属高等学校校歌
- 前田村（現・北秋田市）立前田小学校校歌
- 川村学園学園歌

## 著書
- 『創作唱歌』敬文館〈第1集〉、1919年5月。全国書誌番号:23982282。
- 『創作唱歌』敬文館〈第2集〉、1919年6月。全国書誌番号:23982283。
- 『創作唱歌』敬文館〈第3集〉、1919年8月。全国書誌番号:23982284。
- 『創作唱歌』敬文館〈第4集〉、1919年11月。全国書誌番号:23982285。
- 『初めて学ぶ人の対位法及び作曲法』先進堂、1929年。NDLJP:1177822。
- 『対位法の基礎(作曲法講座)』音楽世界社、1935年。NDLJP:1229392。
- 『和声学』六星館、1935年。NDLJP:1258711。
- 『楽式』音楽世界社、1936年。NCID BA45865836。
- 『楽器編成法』白眉出版社、1943年。NCID BA82451162。

### 編著・共著
- 『舞踏新曲ワルツ集』上・下 成田為三編　培風館 1923年 NDLJP:966495NDLJP:966496
- 『民謡楽譜 磯の燕』成田為三 曲・北原白秋 作 アルス 1925年 NDLJP:981459
- 『新日本小学唱歌』成田為三・小松耕輔編集 宝文館  1931年 -1932年 NDLJP:1150722 NDLJP:1150723 NDLJP:1150730 NDLJP:1121381 NDLJP:1150733 NDLJP:1150736